# Wangenstreif-Zaunkönig
Der Wangenstreif-Zaunkönig (Pheugopedius genibarbis) ist eine Vogelart aus der Familie der Zaunkönige (Troglodytidae), die in Brasilien, Peru und Bolivien verbreitet ist. Der Bestand wird von der IUCN als nicht gefährdet (Least Concern) eingeschätzt.

## Merkmale
Der Wangenstreif-Zaunkönig erreicht eine Körperlänge von etwa 15,5 cm bei einem Gewicht von ca. 16,2 bis 22,8 g. Er hat graubraune Zügel und einen schwarzen Augenstreif, der der sich vom weißen Augenring und dem weißen Überaugenstreif deutlich abhebt. Die Ohrdecken sind grauschwarz mit auffälligen weißen Stricheln. Der Oberkopf und Nacken sind olivfarben graubraun, der Rücken, der Bürzel und die Flügeldecken hell kastanienfarben. Die Handschwingen und die Armschwingen sind an den verborgenen Innenfahnen matt schwärzlich braun, an den freiliegenden Außenfahnen kastanienfarben. Die matt braunen Steuerfedern werden von acht bis zehn schwärzlichen Binden durchzogen. Der schwarze Backenstrich hebt sich auch vom weißen Bartstrich ab. Die Kehle und die obere Brust sind weiß, die untere Brust gelbbraun, die Flanken und der Bauch tief braun. Dieses geht an den Unterschwanzdecken in ein rötliches Braun über. Die Augen sind rötlich braun, der Schnabel oft schwarz mit leichten Variationen. Die Beine sind grau. Beide Geschlechter ähneln sich. Jungtiere haben einen brauneren Oberkopf als ausgewachsene Vögel. Der Rücken ist matter mit weniger kastanienfarben und die Markierungen im Gesicht zeichnen sich undeutlicher ab. Dieses gilt vor allem für den Wangenstrich. Die Binden am Schwanz verschwommener zu erkennen.

## Verhalten und Ernährung
Es gibt keine gesicherten Daten zur Ernährung des Wangenstreif-Zaunkönigs. Vermutlich ernährt sich ausschließlich von Wirbellosen. Sein Futter sucht er meist in der relativ niederen Vegetation und oft in Paaren.

## Lautäußerungen
Der Gesang des Wangenstreif-Zaunkönigs wird oft antiphonisch von Pärchen von sich gegeben. Er besteht aus einer Serie schneller ausgelassener Phrasen, die regelmäßig wiederholt werden. Den Phrasen folgen oft schnelle tscho tscho tscho-Töne. Es fehlt die gurgelnde Qualität der Lieder des Bartstreif-Zaunkönigs (Pheugopedius mystacalis), so dass die Lieder eher denen des Corayazaunkönigs (Pheugopedius coraya) ähneln. Unter seinen Lauten ist ein weinerlicher tchiyr-Ton, den er auch in seine Lieder einstreut.

## Fortpflanzung
Im Nationalpark Manú wurden vom September bis Oktober vier Nester des Wangenstreif-Zaunkönigs mit Eiern entdeckt. Das Nest hatte eine kuppelförmige und massige ballähnliche Struktur mit Seiteneingang. Ein Gelege bestand aus zwei Eiern. Die Eier sind weiß mit verschiedener Anzahl rötlich brauner Flecken auf der Oberfläche. Ein Ei hat eine Größe von ca. 20,0 × 14,8 mm. Nur ein Elternteil, vermutlich das Weibchen, bebrütete die Eier. Ein frisch geschlüpftes Küken war komplett nackt und wog 4,25 g.

## Verbreitung und Lebensraum
Der Wangenstreif-Zaunkönig bevorzugt Waldränder, inklusive derer an Flussufern, speziell mit dichtem Bambus-Dickicht der Gattung Bambusa. Hier bewegt er sich in Höhenlagen von Meereshöhe bis in die mittleren Höhen. In Bolivien kann er in bis zu 1500 Metern anzutreffen sein.

## Migration
Es wird vermutet, dass der Wangenstreif-Zaunkönig ein Standvogel ist.

## Unterarten
Es sind vier Unterarten bekannt.
- Pheugopedius genibarbis juruanus (von Ihering, H, 1905)[3] kommt im Osten Perus, dem Westen Brasiliens und dem Nordwesten Boliviens vor. Die Unterart ist etwas größer, hat einen größeren Schnabel und ist blasser auf der Unterseite als die Nominatform.[1]
- Pheugopedius genibarbis genibarbis (Swainson, 1838)[4] ist im zentralen und östlichen Brasilien verbreitet.
- Pheugopedius genibarbis intercedens (Hellmayr, 1908)[5] kommt im Südwesten und zentralen südlichen Brasilien vor. Die Subspezies hat einen schlankeren Schnabel, der Oberkopf ist weniger rußfarben und es gibt keine Grautönung am Vordernacken.[1]
- Pheugopedius genibarbis bolivianus Todd, 1913[6] ist im Norden und Osten Boliviens verbreitet. Die Unterart ähnelt P. g. intercedens  hat aber eine tiefere ockerfarbene Unterseite. Die Nackenseiten sind dunkler grau und der Vordernacken ist aschgrau getönt.[1]

## Etymologie und Forschungsgeschichte
Die Erstbeschreibung des Wangenstreif-Zaunkönigs erfolgte 1838 durch William Swainson unter dem wissenschaftlichen Namen Thryothorus genibarbis. Das Typusexemplar stammte aus Brasilien. Bereits 1851 führte Jean Louis Cabanis die für die Wissenschaft neue Gattung Pheugopedius ein. Dieser Name leitet sich von »pheugō φευγω« für »meiden, fliehen« und »pedion, pedon πεδιον, πεδον« für »offenes Land, Boden« ab. Der Artname »genibarbis« ist ein lateinisches Wortgebilde aus »gena« für »Backe, Wange« und »barba« für »Bart«. »Juruanus« bezieht sich auf den Rio Juruá, »bolivianus« auf das Land Bolivien. »Intercedens« ist das lateinische Wort für »dazwischen« von »intercedere« für »dazwischenstellen, einfügen«.